# Color Me Badd
Color Me Badd  est un groupe américain de RnB contemporain formé en 1987 à Oklahoma City. Son plus grand succès est la chanson I Wanna Sex You Up (en) sortie en 1991 sur l'album C.M.B. (en).

## Membres
- Bryan Abrams
- Mark Calderon
- Sam Watters
- Kevin « KT » Thornton

## Albums studio
| 1991                                                                         | C.M.B. (en) - date de sortie : 23 juillet 1991 - Label : Giant           | 3   | 10 | 17 | 32 | 6 | 23 | 9 | 15 | 30 | 3 | - US: 3× Platinum - CAN: 2× Platinum - UK: Gold |
| 1993                                                                         | Time and Chance (en) - date de sortie : 16 novembre 1993 - Label : Giant | 56  | 20 | —  | —  | — | —  | — | —  | —  | — | - US: Platinum                                  |
| 1996                                                                         | Now & Forever (en) - date de sortie : 14 mai 1996 - Label : Giant        | 113 | 39 | —  | —  | — | —  | — | —  | —  | — |                                                 |
| 1998                                                                         | Awakening (en) - date de sortie : 28 juillet 1998 - Label : Epic         | —   | —  | —  | —  | — | —  | — | —  | —  | — |                                                 |
| « — » indique un enregistrement non classé ou non sorti dans le pays indiqué |                                                                          |     |    |    |    |   |    |   |    |    |   |                                                 |